# Puig de la Creu (Pedret i Marzà)
El Puig de la Creu és una muntanya de 21 metres que es troba al municipi de Pedret i Marzà, a la comarca catalana de l'Alt Empordà.